# Szakállas disznó
A szakállas disznó (Sus barbatus) az emlősök (Mammalia) osztályának párosujjú patások (Artiodactyla) rendjébe, ezen belül a disznófélék (Suidae) családjába és a Suinae alcsaládjába tartozó faj.

## Előfordulása
Malajzia, Szumátra, Bangka és Borneó esőerdeiben és mangroveerdeiben él. A Fülöp-szigeteken élő állatokat ma már külön fajba sorolják.

## Alfajai
A szakállas disznónak hagyományosan két alfaját szokták elkülöníteni.
Az egyik az alapfaj vagy más néven borneói szakállas disznó (Sus barbatus barbatus) Müller, 1838, amelyik csak Borneó szigetén él.
A másik alfaj a maláj szakállas disznó (Sus barbatus oi) Miller, 1902, amelyik a Maláj-félszigeten és Szumátrán honos.
A Palawan szigetén és a Fülöp-szigetek egyéb szigetein honos állatokat, különálló fajként ismerik el Palawani szakállas disznó (Sus ahoenobarbus) néven.

## Megjelenése
Testhossza 100-160 centiméter, farokhossza 20-30 centiméter, marmagassága 72–85 cm, testsúlya 150 kilogramm. Szőrzete szürkés vagy sötétbarna. A többi disznóhoz hasonlítva keskeny feje és teste, vékony lába van. Jellegzetes bélyege a  világos pofaszőrzete. Az arcán két pár szemölcs található, az elsőt elfedi a pofaszakáll. A farok szőrzete két sorba rendezett.

## Életmódja

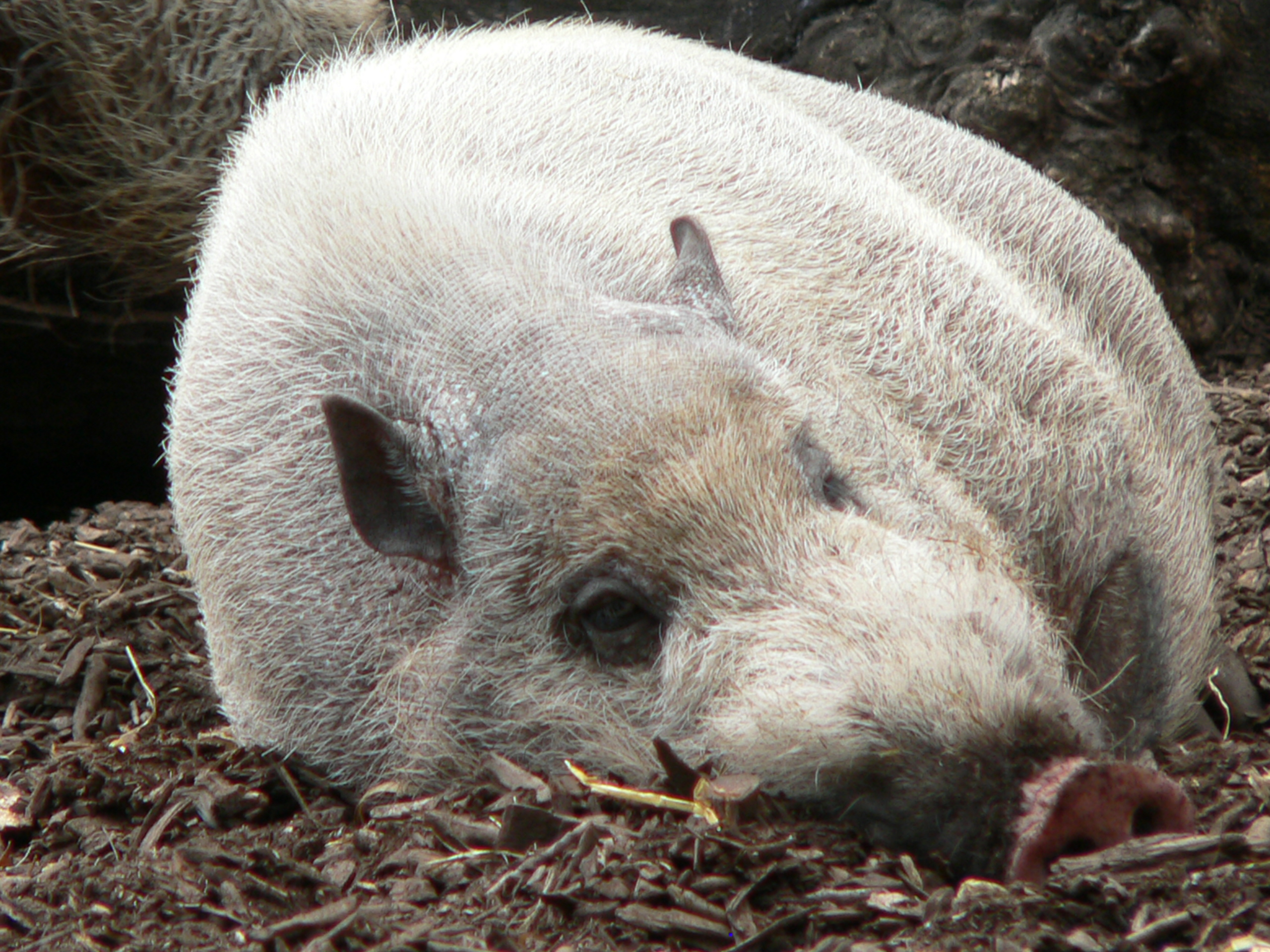

A szakállas disznó érzékeny orrával a laza talajban turkál férgek és gyökerek után, de hajtások, gyümölcsök, valamint döglött halak is szerepelnek az étrendjében.
Borneón a szakállas disznók érdekes módon a foglyokkal rokon rulrulokkal (Rollulus roulroul) élnek együtt. A madarak a szakállas disznók által feltúrt földben férgeket és lárvákat találnak, ellenszolgáltatásként kiszedik a kullancsokat a disznók bőréből. A szakállas disznók a rululok figyelmeztető kiáltásaira is reagálnak.
A disznók gyakran követik a fákon élő gibbon vagy makákó csapatokat és az azok által elhullajtott gyümölcsöket fogyasztják.
A disznók családokban élnek, de alkalmanként nagy csordákba is összeverődnek, amelyek hosszú vándorutakat tesznek meg. Az ilyen csordákat éjszakánként idős kanok vezetik, nappal minden állat elrejtőzik a bozótosban. De mivel vonulásuk során meghatározott útvonalakat tartanak be és minden évben ugyanakkor vándorolnak, ezért könnyű rájuk vadászni.

## Szaporodása
A szakállas disznó mintegy négy hónapig vemhes. Az almonként 4-8 utód Szumátrán az esős évszakban, november és január között egy ágakból és páfrányokból készült fészekben születik.
A malacok három hónapos korukig szopnak, és egyéves korukig maradnak együtt az anyjukkal. A fiatal állatok 18 hónapos korukra lesznek ivarérettek.

## Természetvédelmi helyzete
Délkelet-Ázsia egyes részein a szakállas disznó fontos szerepet tölt be az ott élő emberek táplálkozásában. Elsősorban a vándorlási időszakban vadásznak rájuk, amikor évenkénti megszokott útvonalukat követik. Ilyenkor évente egy alkalommal jelentős zsákmányt lehet elejteni közülük. Mivel évközben többnyire kisebb családokban élnek, ilyenkor a vadászat sikeressége gyakran nagyon kicsi.